# Oxyopes striatus
Oxyopes striatus är en spindelart som först beskrevs av Carl Ludwig Doleschall 1857.  Oxyopes striatus ingår i släktet Oxyopes och familjen lospindlar. Inga underarter finns listade i Catalogue of Life.